# Polyrhachis lama
Polyrhachis lama är en myrart som beskrevs av Kohout 1994. Polyrhachis lama ingår i släktet Polyrhachis och familjen myror. Inga underarter finns listade i Catalogue of Life.